# Paraphloeostiba brancuccii
Paraphloeostiba brancuccii (лат.) — вид жуков-стафилинид рода Paraphloeostiba из подсемейства Omaliinae (Staphylinidae). Лаос (Юго-Восточная Азия). Вид назван в честь швейцарского энтомолога Михеля Бранкуччи (1950–2012) (Basel, Switzerland), одного из коллекторов типовых экземпляров.

## Описание
Мелкие коротконадкрылые жуки (около 2 мм). Тело и антенномеры 2—11 коричневые (надкрылья некоторых паратипов бледнее); максиллярные пальпомеры, базальный антенномер, латеральные и иногда базальные участки переднеспинки и межсегментарные мембраны между тергитами брюшка желто-коричневые; ротовые перья, апикальная часть вершинного максиллярного пальпомера и ноги желтые. Голова с правильной, плотной и крупной овальной микроскульптурой; микроскульптура переднеспинки такая же, как на голове, с нечеткой, мелкой пунктировкой посередине; щитик с грубой изодиаметрической микроскульптурой, без пунктировки. Пунктировка надкрылий очень плотная и умеренно глубокая, пунктировка посередине примерно такой же ширины, как ближайшие пунктировки, в прескутеллярной области пунктировка более мелкая, микроскульптура между пунктировками плотная, изодиаметрическая и хорошо заметная. Брюшко с плотной и мелкой пунктировкой и с неглубокой изодиаметрической микроретикуляцией.